# Jan Procházka
Jan Procházka (ur. 4 lutego 1929 w Ivančicach, zm. 20 lutego 1971 w Pradze) – czeski polityk, dramaturg i scenarzysta.

## Życiorys
Jan Procházka pochodził z rodziny chłopskiej, w latach 1945–1949 odbył studia w Wyższej Szkole Rolniczej w Ołomuńcu. W latach 60. należał do Komunistycznej Partii Czechosłowacji, a w latach 1968–1969 był wiceprzewodniczącym Związku Literatów Czechosłowacji. Z powodów politycznych po roku 1969 był artystą zakazanym, a jego nazwisko nie figurowało w filmach zrealizowanych na podstawie jego scenariuszy.
Jan Procházka współpracował z Karelem Kachyňą, który wyreżyserował film Ucho według ich scenariusza.
Pośmiertnie w roku 1999 został odznaczony Medalem za Zasługi.
O życiu i wykluczeniu Jana Procházki ze środowiska ludzi literatury oraz polityki wspomina Mariusz Szczygieł w swojej książce Gottland.

## Wybrana twórczość
- Zelené obzory
- Přestřelka
- Politika pro každého
- Ucho
- Ať žije republika
- Kočár do Vídně
- Svatá noc